# Carl Schuricht
Carl Adolph Schuricht (Gdańsk, 3 de julho de 1880 - Corseaux, 7 de janeiro de 1967) foi um maestro alemão.

## Biografia
Schuricht nasceu em Danzig, Alemanha. A família de seu pai era uma respeitada família construtora de órgãos. Sua mãe, amanda Wusinowska, que ficou viúca logo após seu casamento (o pai de Carl afogou-se quando salvou um amigo, três semanas depois de Carl nascer), sempre ficou sozinha. Ele mostrou um talento especial para a música desde cedo, quando começou a estudar piano e violino aos seis anos de idade. Aos onze anos ele começou a estudar composição e continuou seus estudos musicais, quando sua mãe mudou-se para Berlim.
Aos vinte anos ele obteve o posto de Korrepetitor no Stadttheater em Mainz e dois anos depois ele venceu o prêmio da Fundação Kuczynski por composição e a bolsa escolar Franz von Mendelssohn. Ele então retornou para Berlim para estudar piano sob os ensinamentos de Ernst Rudorff e composição com Engelbert Humperdinck, posteriormente trabalhando sob Max Reger em Leipzig, publicando peças de câmaras, sonatas e lieder. Atraido pela profissão de maestro, ele logo fez turnês pela Alemanha conduzindo operettas, óperas, corais e concertos sinfonicos. Durante este período ele teve a oportunidade de assistir ensaios e concertos de figuras como Nikisch, Weingartner, Schuch, Mottl, Richter, Muck, Mahler e Steinbach. Em 1906 ele escutou Sea Drift de Delius em Essen, com o compositor presente, e prometeu para Delius que quando ele tivesse a própria orquestra, ele poderia conduzir ele mesme. Em 1909 ele sucedeu Siegfried Ochs como diretor do Rühlscher Oratorienverein em Frankfurt e aos trita e um anos ele foi apontado como diretor musical da orquestra municial em Wiesbaden. Como diretor musical no Wiesbaden de 1923 até 1944, ele conduziu as performances das sinfonias de Mahler. De 1942 até 1944 ele foi o principal maestro convidado da Filarmônica de Dresden. Em 1944 ele voltou para Zurique, onde casou-se com Maria Martha Banz e trabalhou com a Orquestra da Suíça Romande. Durante o fim da década de 1940 e a década de 1950 ele conduziu o Festival de Salzburgo, em Paris, o Festival Aix-en-Provence, festivais da Holanda, Lucerne e Montreux. Ele também fez uma turnê pelos Estados Unidos com a Filarmônica de Viena.
Ele morreu aos oitenta e seis anos em sua casa.
- Ludwig van Beethoven: Sinfonias Nos. 1-9, with the Orquestra do Conservatório de Paris
- Anton Bruckner: Sinfonia No.7 com a Filarmônica de Viena
- Anton Bruckner: Sinfonia No. 8, com a Filarmônica de Viena
- Anton Bruckner: Sinfonia No. 9, com a Filarmônica de Viena
- Gustav Mahler: Sinfonia No. 3, with the Orquestra Sinfônica da Rádio de Stuttgart
- Brahms: Sinfonia No. 1, with the Orquestra da Rádio de Frankfurt
- Robert Schumann: Sinfonias 2 & 3, com a Orquestra da Sociedade dos Concertos do Conservatório
- Mendelssohn: Overtures, com a Filarmônica de Viena
- Wagner: Orchestral excerpts, with the Orchestre de la Societe des Concerts du Conservatoire, Paris. Decca
- Tchaikovsky: Capriccio Italien, Suite No 3 'Theme and Variations', com a Orquestra da Sociedade dos Concertos do Conservatório